# Trần Hưng Đạo
Trần Hưng Đạo (1228–1300), nome verdadeiro Trần Quốc Tuấn, também conhecido como Grande Príncipe Hưng Đạo (Hưng Đạo Đại Vương), foi um príncipe real vietnamita, estadista e comandante militar das forças militares de Đại Việt durante o dinastia Trần.
Trần Hưng Đạo nasceu como Príncipe Trần Quốc Tuấn em 1228, como filho do Príncipe Trần Liễu, irmão mais velho do imperador, Trần Thái Tông, depois que a dinastia Trần substituiu a dinastia Lý em 1225 DC. 
Trần Hưng Đạo comandou os exércitos vietnamitas que repeliram duas das três principais invasões mongóis no final do século XIII. Suas múltiplas vitórias sobre a dinastia Yuan sob Kublai Khan são consideradas um dos maiores feitos militares da história vietnamita. Suas múltiplas vitórias sobre a dinastia Yuan sob Kublai Khan são consideradas um dos maiores feitos militares da história vietnamita.

## Família
- Pai: Príncipe Trần Liễu
- Mãe: Lady Thiện Đạo
- Cônjuge: Princesa Thiên Thành
- Crianças:

1. Trần Quốc Nghiễn
2. Trần Quốc Hiện
3. Trần Quốc Tảng
4. Trần Quốc Uy
5. Trần Thị Trinh
6. Imperatriz Tuyên Từ
7. Princesa Anh Nguyên, esposa do General Phạm Ngũ Lão